# Barbara Mauritzen
Barbara Dagmar Mauritzen, más tarde Baker, (c. 1925 – Galashiels, 6 de mayo de 2011) fue una criptoanalista británica miembro de la Women's Royal Naval Service (WRNS) durante la Segunda Guerra Mundial, que fue enviada al HMS Pembroke 5 (alojada en la Abadía de Woburn).

## Trayectoria
Mauritzen era hija de Karl Mauritzen, un inmigrante danés. Fue una de las operadoras de las primeras máquinas de decodificación Heath Robinson y luego de las Colossus bajo la dirección del matemático Max Newman (en la división Newmanry) en Bletchley Park, habiendo sido enviada allí a la edad de 18 años. 
Después del Día de la Victoria en Europa, su reentrenamiento en japonés fue interrumpido por la rendición japonesa. Tras la desmovilización, regresó a Edimburgo para trabajar en el negocio naviero de su familia. En 2009, Baker vivía en la frontera escocesa y concedió una entrevista sobre sus experiencias en Bletchley Park. Murió después de una breve enfermedad en Galashiels, Scottish Borders, en mayo de 2011, a la edad de 85 años.